# Paul Klatt
Paul Klatt (6 de dezembro de 1896 - 6 de junho de 1973) foi um general alemão que serviu no Deutsches Heer durante a Segunda Guerra Mundial. Foi condecorado com a Cruz de Cavaleiro da Cruz de Ferro com Folhas de Carvalho.

## Condecorações
| Cruz de Ferro (1914) 2ª Classe                                   | 4 de fevereiro de 1916                       |
| Cruz de Ferro (1914) 1ª Classe                                   | 12 de março de 1920                          |
| Distintivo de Feridos (1914) em Preto                            | 30 de dezembro de 1919                       |
| Cruz de Honra da Guerra Mundial 1934                             |                                              |
| Cruz de Ferro (1939) 2ª Classe                                   | 30 de março de 1940                          |
| Cruz de Ferro (1939) 1ª Classe                                   | 8 de dezembro de 1940                        |
| Distintivo de Feridos (1939) em Prata                            | 9 de janeiro de 1943                         |
| Distintivo de Feridos (1939) em Ouro                             | 28 de agosto de 1944                         |
| Distintivo da infantaria de assalto em Prata                     | 29 de setembro de 1944                       |
| Ordem da Cruz da Liberdade, 3ª Classe com Espadas                | 12 de dezembro de 1941                       |
| Cruz Germânica em Ouro                                           | 14 de abril de 1942                          |
| Cruz de Cavaleiro da Cruz de Ferro                               | 4 de janeiro de 1943                         |
| Cruz de Cavaleiro da Cruz de Ferro com Folhas de Carvalho nº 686 | 26 de dezembro de 1944                       |
| Mencionado na Wehrmachtbericht                                   | 4 de outubro de 1944 e 5 de novembro de 1944 |